# Southeast Holgate Boulevard megállóhely
Southeast Holgate Boulevard megállóhely a Metropolitan Area Express zöld vonalának, valamint a TriMet 17-es autóbuszának megállója az Oregon állambeli Portlandben, a Lents Park mellett.
Az Interstate 205 és a Holgate körút kereszteződésében elhelyezkedő megálló középperonos kialakítású, tőle nyugatra pedig egy P+R parkoló található.

## Autóbuszok
- 17 – Holgate/Broadway (Saratoga Street◄►Powell Boulevard)[2]

| Előző állomás                       |  | Metropolitan Area Express |  | Következő állomás                                              |
| ----------------------------------- |  | ------------------------- |  | -------------------------------------------------------------- |
| SE Powell Blvdtovább PSU South felé |  | Zöld vonal                |  | Lents/SE Foster Rdtovább Clackamas Town Center pályaudvar felé |

## Fordítás
- Ez a szócikk részben vagy egészben  a   Southeast Powell Boulevard MAX Station című angol Wikipédia-szócikk ezen változatának fordításán alapul.  Az eredeti cikk szerkesztőit annak laptörténete sorolja fel. Ez a jelzés csupán a megfogalmazás eredetét és a szerzői jogokat jelzi, nem szolgál a cikkben szereplő információk forrásmegjelöléseként.